# Molenbeek (Erpe-Mere Bovenschelde)
De Molenbeek is een beek in België in de Denderstreek. De beek heeft een lengte van ongeveer 22 kilometer. De bron van de Molenbeek ligt in Grotenberge en de monding bevindt zich nabij Wichelen. De oude benaming voor deze beek is Bruynbeke (waar het gehucht Bruinbeke in Schellebelle naar genoemd is) vanwege de bruine kleur die het water had toen de beek nog sneller stroomde. De beek moet niet verward worden met de Molenbeek-Ter Erpenbeek die ook door Erpe-Mere (en Herzele) loopt.

## Stroomgebied
Het stroomgebied van de Molenbeek bevindt zich in de provincie Oost-Vlaanderen en strekt zich hoofdzakelijk uit over het grondgebied van de gemeenten Wichelen (Schellebelle, Serskamp, Wichelen), Lede (Wanzele, Impe, Smetlede, Papegem, Lede, Oordegem), Erpe-Mere (Erondegem, Vlekkem, Ottergem, Bambrugge en zijn gehucht Egem, Burst) en Herzele (Borsbeke, Herzele, Ressegem, Hillegem). Het zuiden van het stroomgebied omvat een klein gedeelte van de gemeente Zottegem (Grotenberge, Leeuwergem). In het westen doorkruist de grens het grondgebied van Sint-Lievens-Houtem (Vlierzele, Zonnegem, Letterhoutem).
De Molenbeek maakt deel uit van het deelbekken: de Drie Molenbeken. Het Deelbekken de Drie Molenbeken zijn zijrivieren van de Bovenschelde, wat dan weer een deel is van de Schelde. Het stroomgebied van de Molenbeek (waterloop nr. S.115) heeft een oppervlakte van circa 5276 hectare, en is gelegen in het Boven-Scheldebekken (bekkennummer 6). Het stroomgebied is gelegen aan de oostelijke grens van het bekken. Het stroomgebied van de Molenbeek is vrij gemakkelijk af te bakenen op basis van de geomorfologische kenmerken : de begrenzing komt nagenoeg overeen met die van VHA-zone 482. De Molenbeek mondt uit in de tijgebonden Bovenschelde nabij Wichelen.
Vanaf de bron in Grotenberge tot aan de monding nabij Wichelen heeft de Molenbeek volgende zijbeken: Steenmeersbeek, Valleibeek, Fonteinbeek, Doormansbeek, Kasteelgracht, Hellegat, Smoorbeek, Kokelaarsbeek, Zijpbeek, Trotgracht, Overimpebeek, Beekveldzijp, Wellebeek en Vijverbeek.

## Molens
In de gemeente Erpe-Mere bevinden er zich drie watermolens aan de Molenbeek. Een van deze watermolens is wettelijk beschermd. Één molen is echter grotendeels afgebroken, er zijn wel nog overblijfselen hiervan en ook het molenhuis is nog in tact.
| Plaats    | Naam/Namen                                  | Adres            | Type                 | Beschermd | Info                                                                                              |
| --------- | ------------------------------------------- | ---------------- | -------------------- | --------- | ------------------------------------------------------------------------------------------------- |
| Bambrugge | Egemmolen Meuleken Tik Tak                  | Everdal 21       | Bovenslag watermolen | Nee       | Korenmolen Rad verwijderd en grotendeels afgebroken Molenhuis gebruikt als buitenverblijf         |
| Bambrugge | Molens Van Sande Kasteelmolen Celindermolen | Prinsdaal 33     | Bovenslag watermolen | Nee       | Ooit korenmolen maar banmolen Later gewoon korenmolen Rad verwijderd Is nu industriële bloemmolen |
| Ottergem  | De Watermeulen                              | Ruststraat 10-12 | Bovenslag watermolen | Ja        | Ooit koren- en oliemolen Later enkel korenmolen                                                   |

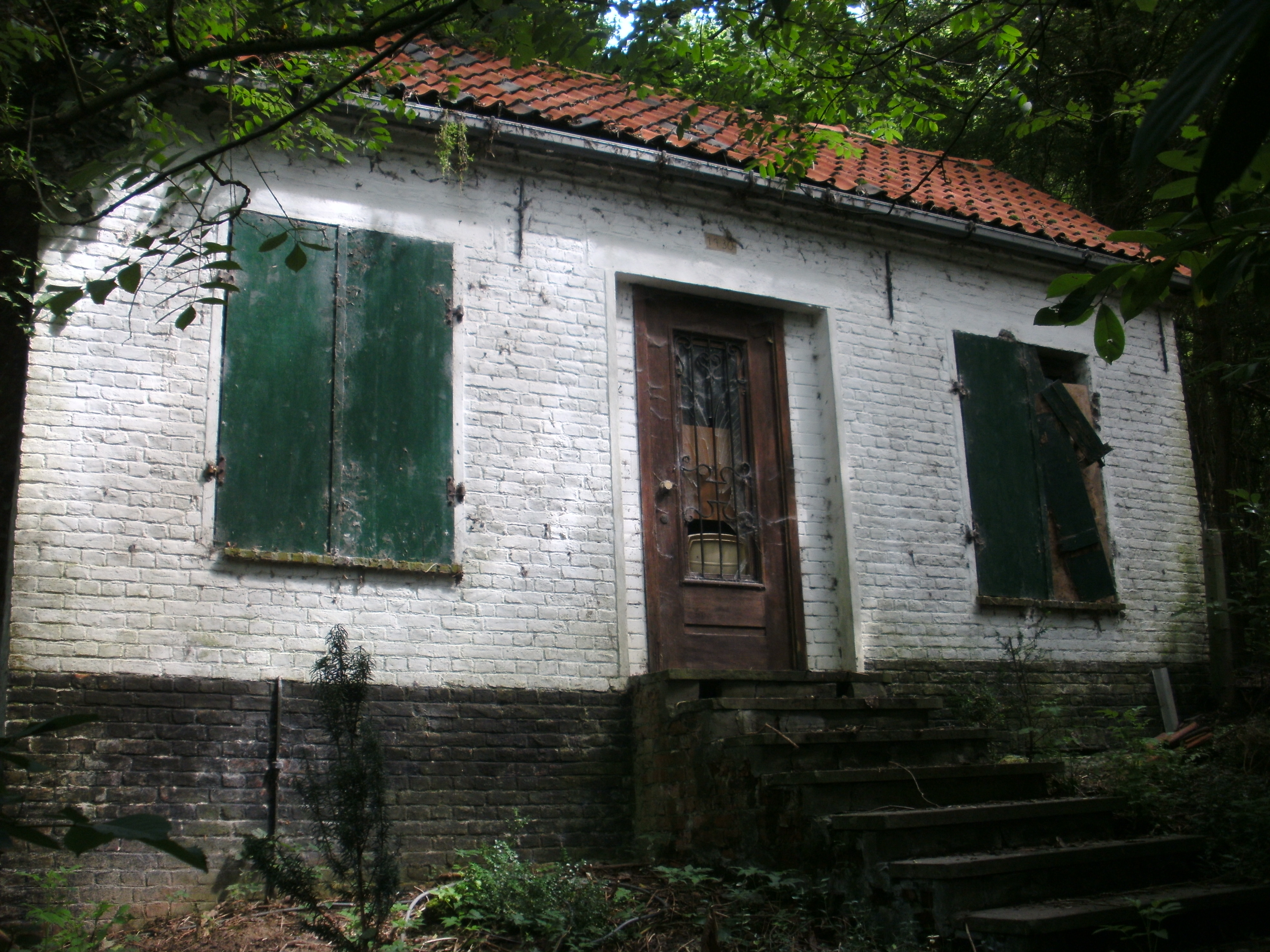
Molenhuis van de Egemmolen te Bambrugge
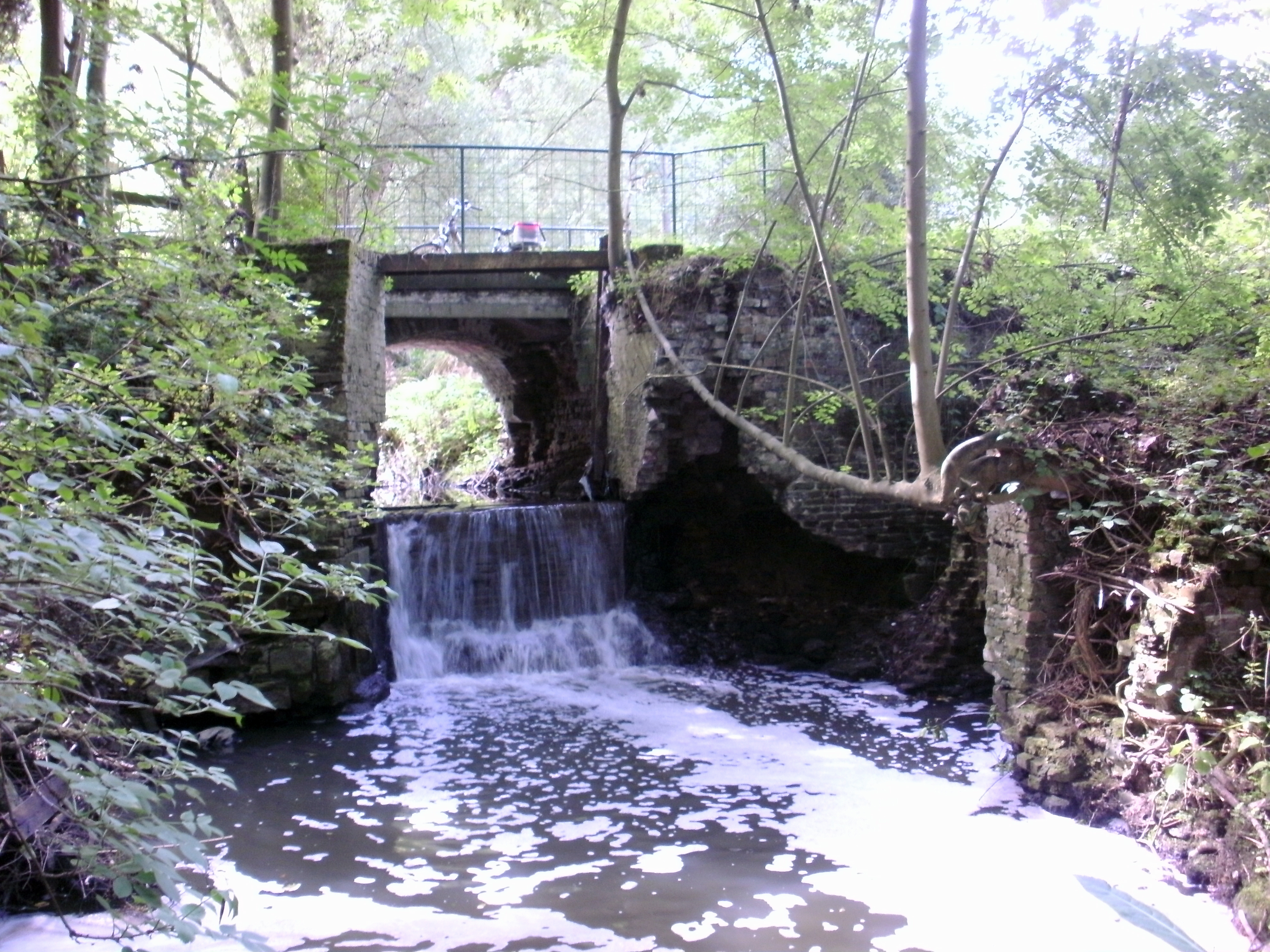
Overblijfselen van de Egemmolen te Bambrugge
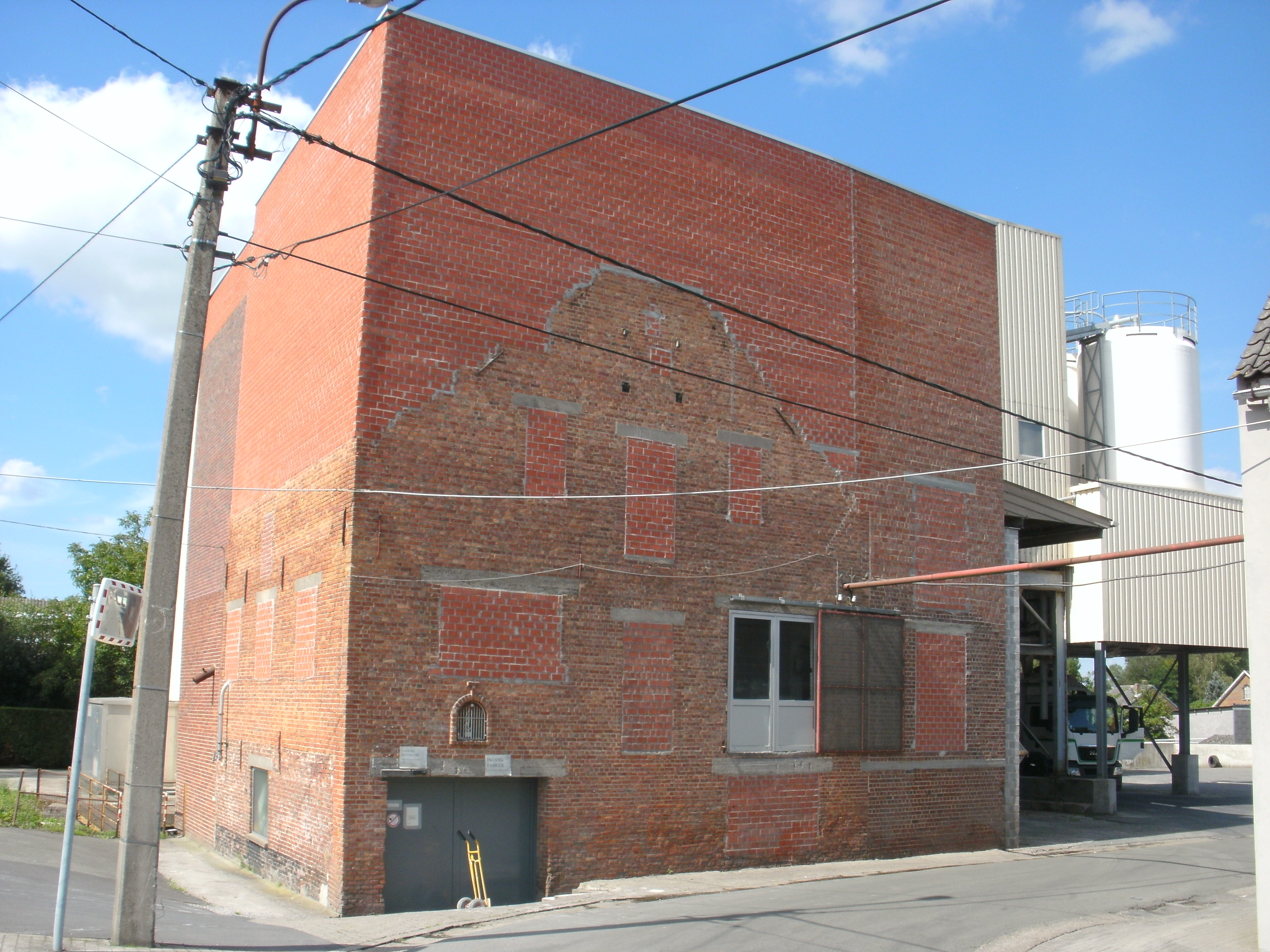
Vooraanzicht van de Molens Van Sande te Bambrugge
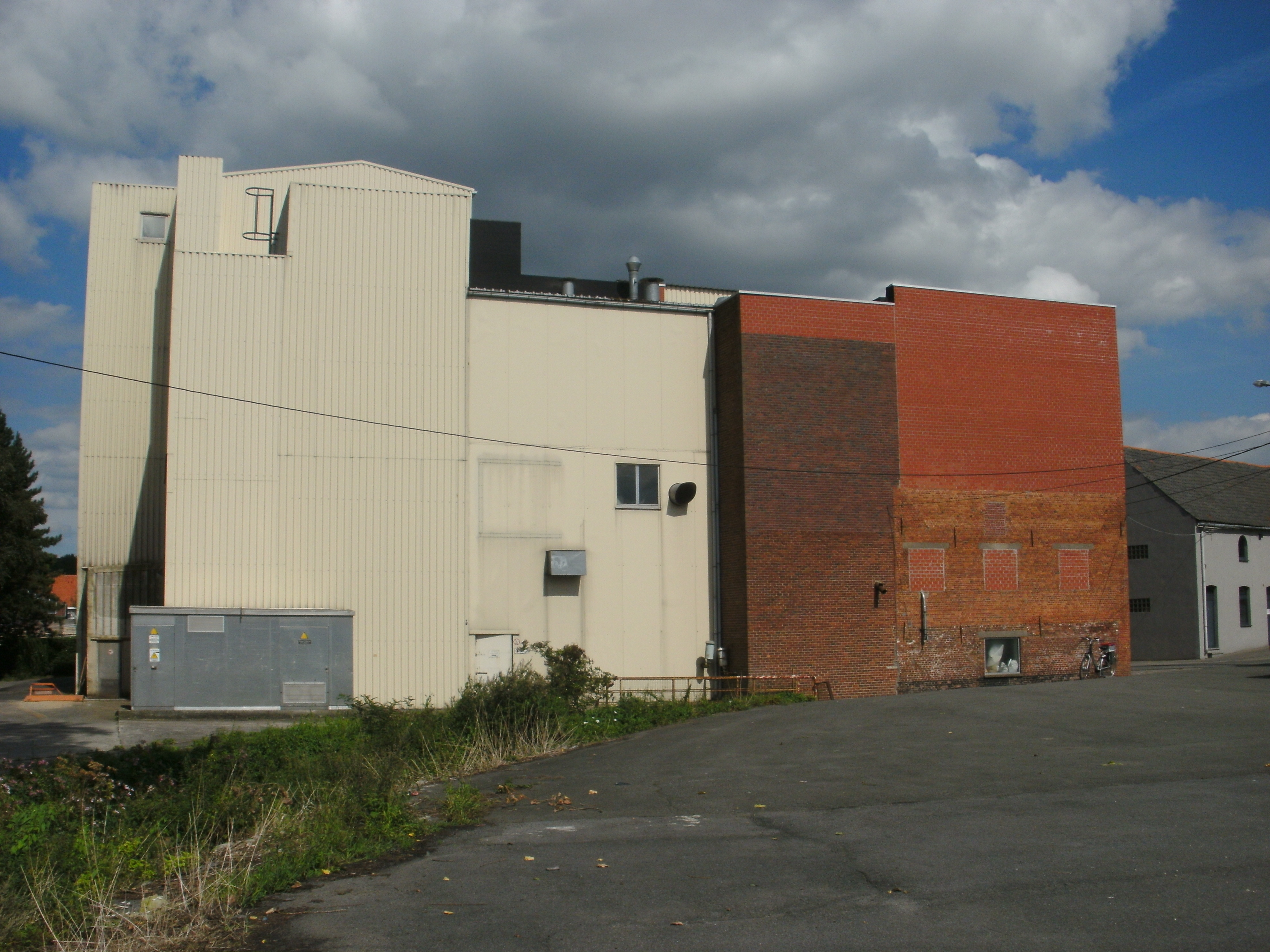
Zijaanzicht van de Molens Van Sande te Bambrugge
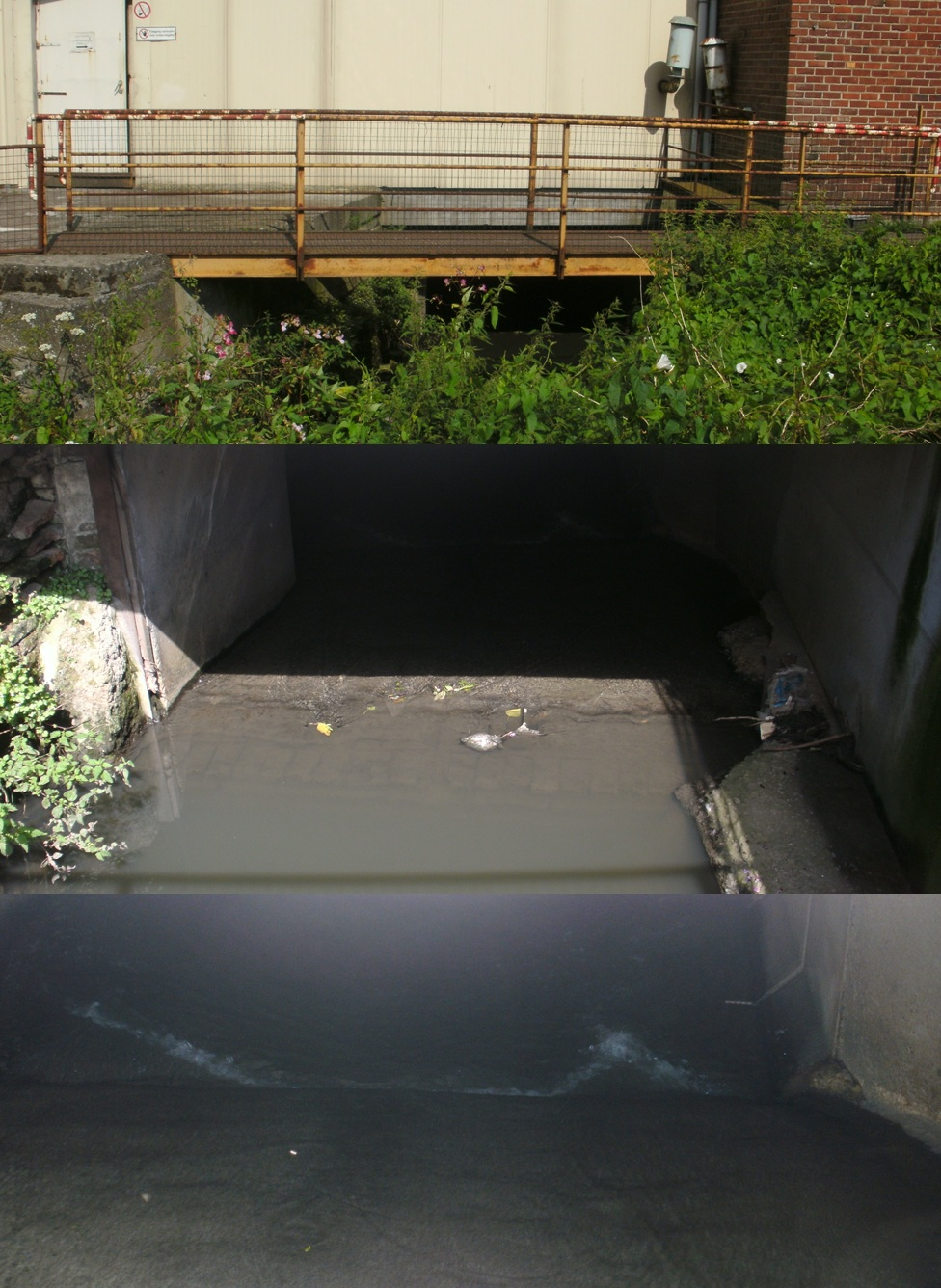
Plaats waar het rad van de Molens Van Sande was te Bambrugge
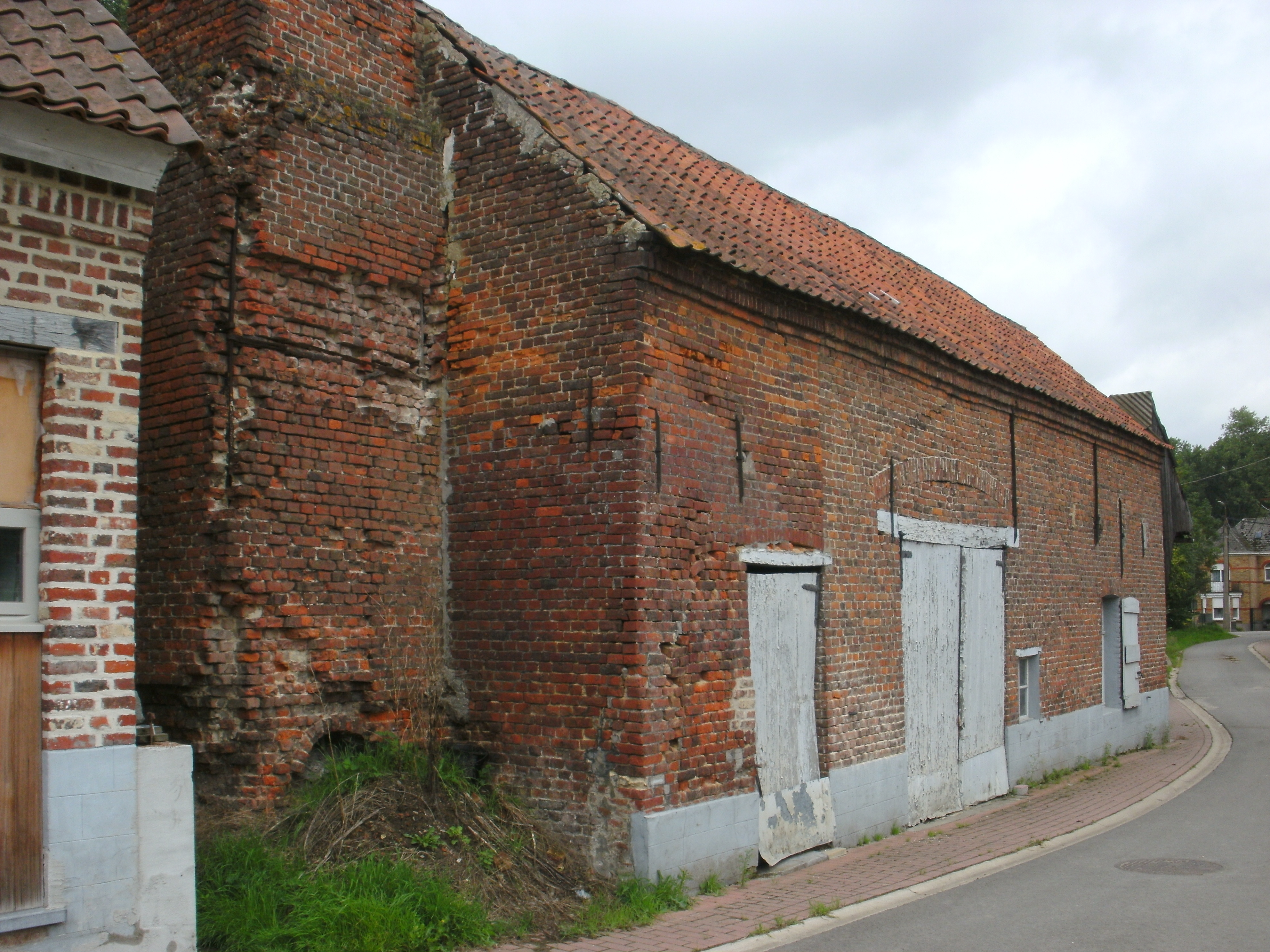
Vooraanzicht van de "De Watermeulen" te Ottergem
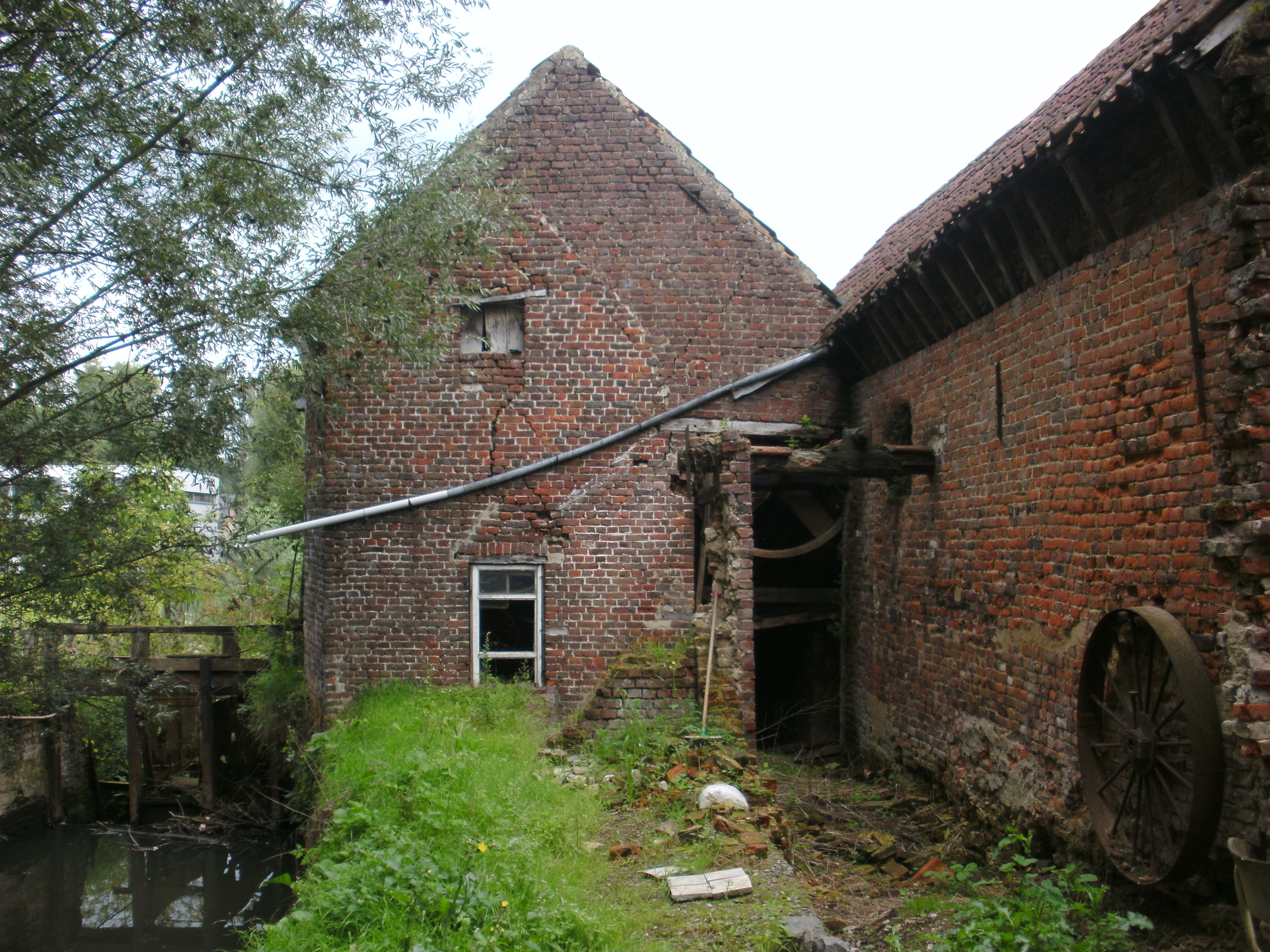
Achteraanzicht van de "De Watermeulen" te Ottergem
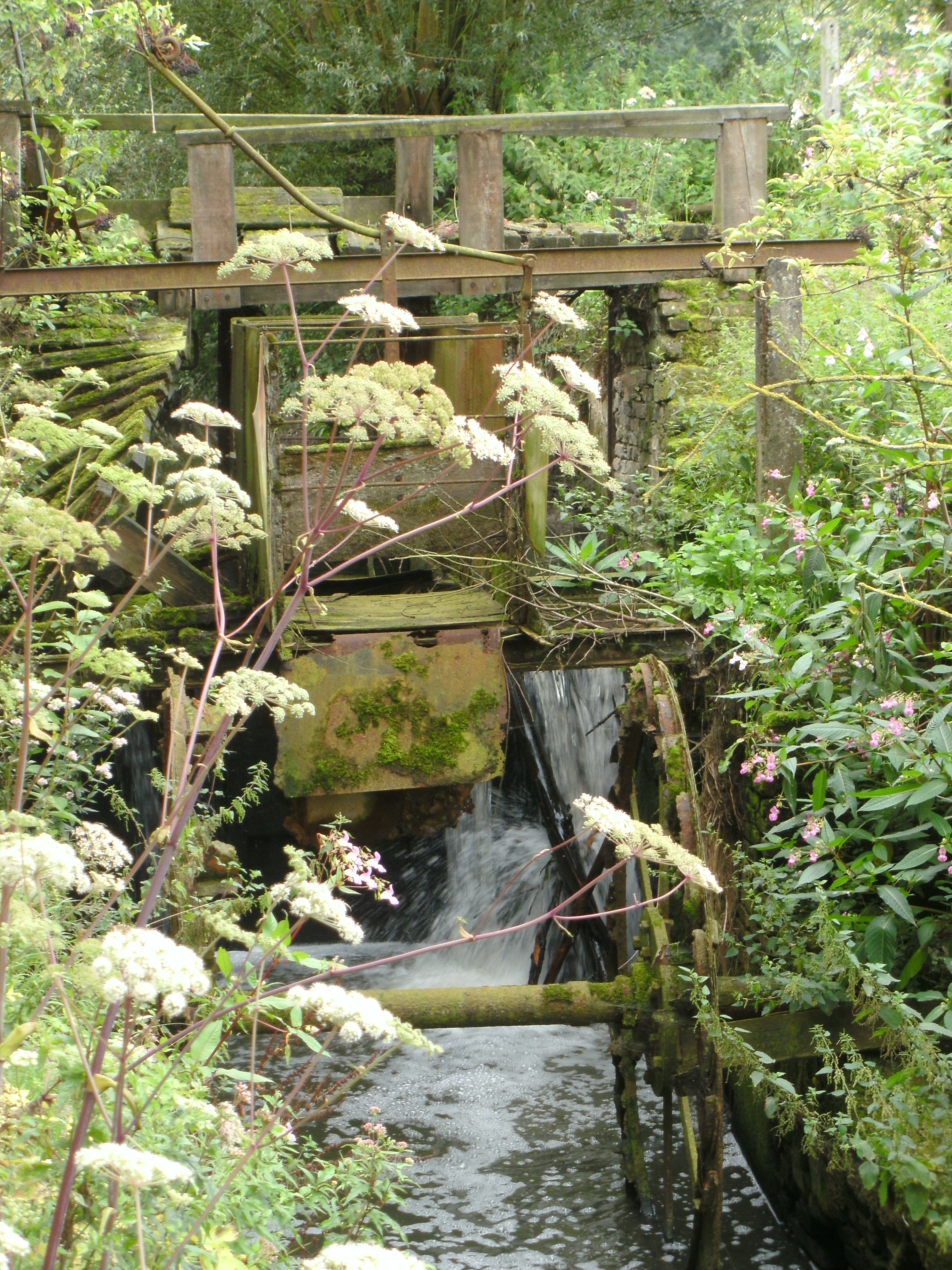
Rad van de "De Watermeulen" te Ottergem
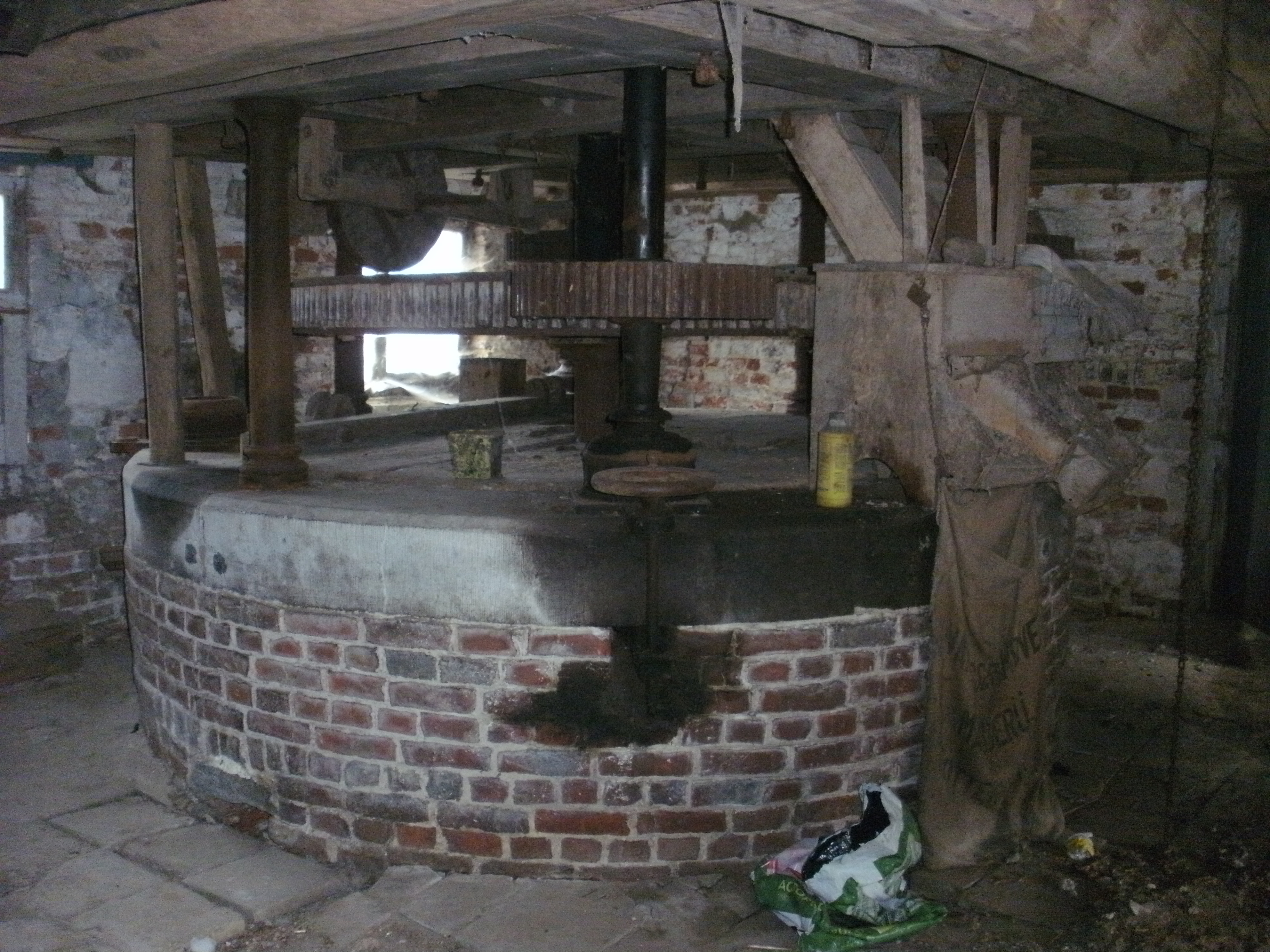
Binnenwerk van de "De Watermeulen" te Ottergem

## Cijfermateriaal
Het stroomgebied omvat volgende waterlopen van eerste en tweede categorie :
- Eerste categorie
  - Molenbeek S115: 1,678 km
- Tweede categorie
  - Molenbeek S115: 20,288 km
  - Vijverbeek: 1,240 km
  - Wellebeek S117: 6,355 km
  - S117a: 0,206 km
  - S119: 1,096 km
  - KB27/02/7: 0,206 km
  - S120: 1,246 km
  - S121: 1,393 km
  - Smoorbeek: 0,586 km
  - S125: 1,330 km
  - Doormansbeek: 1,436 km

## Omliggende hydrografische zones van de Molenbeek
- binnen het Bovenscheldebekken :
  - Zwalmbeek van monding Molenbeek (incl.) tot monding in Schelde: zone 461
  - Molenbeek/Kottembeek: zone 480
  - Schelde van monding Molenbeek/Gondebeek (excl.) tot monding Molenbeek/Grotebeek (excl.): zone 481
  - Schelde van monding Molenbeek/Grotebeek (excl.) tot monding Oostveergote (incl.): zone 483
- binnen het Denderbekken
  - Molenbeek/Plankebeek: zone 432
  - Dender van monding Hoezebeek (incl.) tot monding in nieuwe/rechtgetrokken Dender (excl.) afgesloten: zone 433
  - Molenbeek-Ter Erpenbeek: zone 431

## Toerisme
In de omgeving van de beek loopt de Molenbeekroute en een stuk van de Denderroute zuid.